# Rednitzhembach
Rednitzhembach è un comune tedesco di 6 956 abitanti, situato nel land della Baviera.

## Amministrazione
Gemellati
- Bardolino